# Mon voyage en Italie
Pour plus de détails, voir Fiche technique et Distribution.
Mon voyage en Italie (Il mio viaggio in Italia) est un documentaire italo-américain réalisé par Martin Scorsese, sorti en 1999.

## Synopsis
Dans ce documentaire sur le cinéma italien, Scorsese rend hommage aux réalisateurs italiens qui l'ont inspiré comme Roberto Rossellini, Luchino Visconti, Federico Fellini et Michelangelo Antonioni et parle également de son enfance.

### Liste des extraits de films
Réalisation de Giovanni Pastrone
- 1914 : Cabiria

Réalisation de Alessandro Blasetti
- 1934 : 1860
- 1941 : La Couronne de fer (La corona di ferro)
- 1948 : Fabiola

Réalisation de Roberto Rossellini
- 1938 : Fantasia Sottomarina
- 1945 : Rome, ville ouverte (Roma città aperta)
- 1946 : Païsa (Paisà)
- 1948 : Allemagne année zéro (Germania anno zero)
- 1948 : L'amore (segment : Il miracolo)
- 1950 : Stromboli (Stromboli, terra di Dio)
- 1950 : Les Onze Fioretti de François d'Assise (Francesco, giullare di Dio)
- 1952 : Europe 51 (Europa '51)
- 1954 : Voyage en Italie (Viaggio in Italia)
- 1966 : La Prise de pouvoir par Louis XIV

Réalisation de Mario Camerini
- 1932 : Les Hommes, quels mufles ! (Gli Uomini, che mascalzoni...)
- 1937 : Monsieur Max (Il Signor Max)

Réalisation de Vittorio De Sica
- 1946 : Sciuscià
- 1948 : Le Voleur de bicyclette (Ladri di biciclette)
- 1952 : Umberto D.
- 1954 : L'Or de Naples (L'oro di Napoli)
- 1956 : Le Toit (Il tetto)
- 1960 : La ciociara
- 1970 : Le Jardin des Finzi-Contini (Il giardino dei Finzi-Contini)

Réalisation de Luchino Visconti
- 1943 : Les Amants diaboliques (Ossessione)
  - 1936 : Les Bas-fonds de Jean Renoir
- 1945 : Jours de gloire (Giorni di gloria)
- 1948 : La terre tremble (La terra trema)
- 1951 : Bellissima
- 1954 : Senso

Réalisation de Federico Fellini
- 1953 : Les Vitelloni (I vitelloni)
- 1955 : La strada
- 1957 : Les Nuits de Cabiria (Le notti di Cabiria)
- 1960 : La dolce vita
- 1963 : 8½

Réalisation de Pietro Germi
- 1961 : Divorce à l'italienne (Divorzio all'italiana)

Réalisation de Michelangelo Antonioni
- 1960 : L'avventura
- 1961 : La Nuit (La notte)
- 1962 : L'Éclipse (L'eclisse)

## Fiche technique
- Titre : Mon Voyage en Italie
- Titre original : Il Mio viaggio in Italia
- Titre anglophone : My Voyage to Italy
- Réalisation : Martin Scorsese
- Scénario : Martin Scorsese, Suso Cecchi D'Amico, Raffaele Donato et Kent Jones
- Production : Giorgio Armani, Marco Chimenz, Barbara De Fina, Giuliana Del Punta, Raffaele Donato, Bruno Restuccia et Riccardo Tozzi
- Photographie : Phil Abraham et William Rexer
- Montage : Thelma Schoonmaker
- Pays d'origine :  Italie -  États-Unis
- Format : Couleurs et noir et blanc - Dolby Digital
- Genre : documentaire
- Durée : 246 minutes
- Date de sortie : 1999

## Distribution
- Martin Scorsese